# Acuaria uncinata
Acuaria uncinata är en rundmaskart. Acuaria uncinata ingår i släktet Acuaria, och familjen Thelaziidae. Arten är reproducerande i Sverige.